# سكالات
سكالات هي مدينة من مدن أوكرانيا. يبلغ عدد سكانها 3989 نسمة وذلك حسب إحصائيات سنة 2011.